# Nationaal Landschap Laag Holland
Nationaal Landschap Laag Holland is sinds 2004 een van de twintig door het Nederlandse Ministerie van VROM in de  Nota Ruimte aangewezen Nationale Landschappen. Het heeft een oppervlakte van 51.400 ha en er wonen 110.000 mensen.
In de twintig nationaal landschappen zijn natuur en oude cultuurelementen bewaard gebleven en in tegenstelling tot een Nationaal Park biedt het ook plaats voor wonen, landbouw en kleinschalige bedrijven. Sinds de beleidswijzigingen van het Rijk in 2011 en 2012 (in de Structuurvisie Infrastructuur en Ruimte) vormen de Nationale Landschappen geen onderdeel meer van het nationale beleid.
Dit Nationaal Landschap bevindt zich in Noord-Holland en is zowel vanuit natuur- als cultuurhistorisch oogpunt belangwekkend. Men vindt er droogmakerijen, veenweidegebieden, de UNESCO-Werelderfgoederen de Beemster en de Stelling van Amsterdam, en tal van wateren die aantrekkelijk zijn voor watervogels. Vanwege de vele weilanden is het symbool van dit Nationaal Landschap een koe. Broek in Waterland, Middenbeemster en Westzaan en een deel van Oostzaan zijn voorbeelden van beschermde dorpsgezichten. Ook het eiland Marken vormt een belangrijk cultuurgoed binnen het gebied.
Laag Holland ligt in een gebied dat sterk onder verstedelijkingsdruk staat. Het wordt begrensd door de kernen van Amsterdam en Zaanstad, de groeiende stad Purmerend ligt er in en ook Volendam is de afgelopen decennia aanzienlijk uitgebreid. Ook de gemeente Oostzaan als oude en zelfstandige Zaanse gemeente bevindt zich in dit gebied. Daarom moet dit Nationaal Landschap ook gewaardeerd worden als bufferzone waarin de stedelingen rust kunnen vinden.

## Begrenzing
De begrenzing van het landschap is in 2006 vastgesteld door Gedeputeerde Staten van Noord-Holland en omvat het landelijk gebied van Amsterdam-Noord, Waterland, de veenweidegebieden Oostzanerveld gelegen in Oostzaan, het Ilperveld, het dorp Westzaan en de gebieden aan weerszijden, de Beemster, het gebied Zeevang, de Schermer en het gebied rond Akersloot, Limmen en Castricum. Het gebied van de Purmer, de te bouwen wijk Saendelft en de omgeving van Uitgeest vallen buiten de begrenzing. Het betreft dus vrijwel het gehele landelijke gebied van de kop van Noord-Holland dat doorloopt tot aan de grens met West-Friesland, met uitzondering van het duingebied.

## Kerngegevens
Totale oppervlakte: 51.400 ha, 
waarvan:
- Veenweidegebieden: 26.000 ha
- Droogmakerijen: 13.800 ha
- Stedelijk gebied: 2.300 ha
- Natuurreservaten: 6.600 ha

## Organisatievorm
Laag Holland is een verband waarin de Provincie Noord-Holland, gemeenten, het waterschap, boerenorganisaties en natuurbeschermingsorganisaties samenwerken.

## Behoud
Een probleem bij het behoud van het kenmerkende landschap van Laag Holland is, dat het een cultuurlandschap betreft dat ontstaan is door een bepaald beheer door de mensen, met name de boeren. Op vele plaatsen is deze beheermethode vanuit zuiver agrarisch gezichtspunt gezien niet meer rendabel. Zowel intensivering van het beheer als het stopzetten van het agrarisch gebruik zou het unieke karakter van het gebied tenietdoen. Vooral het behoud van weidevogels speelt een belangrijke rol. Deze zouden verdwijnen als het beheer sterk van karakter zou veranderen. Daarom zullen agrarische activiteiten moeten worden ondersteund teneinde het open karakter van het landschap te behouden.
Ook het onderhouden en beter zichtbaar maken van de cultuurhistorische erfenis is van groot belang. Dit betreft vooral de waterstaatsgeschiedenis, de industriële ontwikkeling in de Gouden Eeuw en de militaire geschiedenis. Ook de archeologische objecten zoals veenterpen en de verkavelingsstructuren moeten beschermd worden.
Een derde activiteit betreft een betere toegankelijkheid van het gebied, door aanleg van wandel- en fietspaden, kanoroutes en dergelijke.

## Toerisme
In dit gebied zijn veel interessante plekken te ontdekken, wat te voet, per fiets of per boot kan. Dit gebied is een afwisseling van uitgestrekte polderlandschappen, historische dorpjes en steden en waterrijke gebieden. Met o.a. de Markermeerkust, recreatieplassen van onder meer Het Twiske en het Alkmaarder- en Uitgeestermeer. Ook is in dit gebied een uitgebreid fietsroutenetwerk aangelegd, terwijl er ook allerlei andere fietsroutes zijn, zoals de Pontjesroute. Ook zijn er langeafstandswandelpaden door het gebied aangelegd, zoals het Noord-Hollandpad.